# 丝梗蛛毛苣苔
丝梗蛛毛苣苔（学名：Paraboea filipes）为苦苣苔科蛛毛苣苔属下的一个种。